# 6249 Jennifer
A 6249 Jennifer (ideiglenes jelöléssel 1991 JF1) egy marsközeli kisbolygó. Eleanor F. Helin fedezte fel 1991. május 7-én.